# Рашевский, Пётр Константинович
Пётр Константи́нович Раше́вский (14 [27] июля 1907, Москва — 12 июня 1983, там же) — советский математик, геометр, доктор физико-математических наук (1938), профессор (1934), заслуженный деятель науки.

## Биография
Пётр Константинович Рашевский родился 14 (27) июля 1907 года в Москве, в семье известного математика-методиста, автора ряда оригинальных школьных учебников Константина Николаевича Рашевского. В 1919 году семья переехала в Раненбург Рязанской губернии (ныне г. Чаплыгин), где отец П. К. Рашевского работал преподавателем и заведующим кафедрой математики института народного образования (РИНО). В 1923 году, окончив среднюю школу в Раненбурге, Пётр Рашевский поступил на математическое отделение физико-математического факультета МГУ.
П. К. Рашевский окончил Московский университет в 1928 году, его становление как математика произошло в научной школе В. Ф. Кагана. Около десяти лет он работал в разных институтах Москвы: в энергетическом (1930—1934 гг.), городском педагогическом (1931—1941 гг., с 1934 года — профессор); работал также в НИИММ. С 1933 года кандидат физико-математических наук (в качестве кандидатской диссертации он представил цикл из 6 статей по различным вопросам геометрии: теории субпроективных пространств, геометрии двумерных пространств аффинной связности, представлениям инфинитезимальной группы движений при помощи векторов над кольцом дуальных чисел и др.). В 1936 году защитил в МГУ докторскую диссертацию на тему «Полиметрическая геометрия» и с 1938 года преподавал на механико-математическом факультете МГУ. Читал студентам мехмата лекции по дифференциальной геометрии.
Во время Великой Отечественной войны находился в эвакуации в Томске, в 1941—1944 гг. работал профессором и заведующим кафедрой математики Томского педагогического института, а с 1942 года преподавал и возглавлял кафедру математики также в Московском электромеханическом институте инженеров транспорта (МЭМИИТ), эвакуированном в Томск. Вернувшись в Москву, помимо Московского университета, продолжал преподавать в МЭМИИТ, а после слияния в 1954 году МЭМИИТ
с Московским институтом инженеров транспорта (МИИТ) был профессором МИИТ.
В 1964 году, после смерти С. П. Финикова, П. К. Рашевский стал заведующим кафедрой дифференциальной геометрии мехмата МГУ и возглавлял её вплоть до своей кончины (после смерти Рашевского кафедра по приказу ректора МГУ А. А. Логунова была объединена с кафедрой высшей геометрии и топологии, но в 1992 году его же приказом воссоздана под названием «кафедра дифференциальной геометрии и приложений».
Умер 12 июня 1983 года. Похоронен на Ваганьковском кладбище.

## Научная деятельность
П. К. Рашевский внёс фундаментальный вклад в несколько направлений современной геометрии. Его исследования относились к римановой геометрии и субримановой геометрии, тензорному анализу, теории пространств аффинной связности, основаниям проективной геометрии и теории однородных пространств, теории представлений групп Ли и алгебр Ли, а также к математической физике, квантовой электродинамике и квантовой статистике. Им была создана так называемая полиметрическая геометрия — геометрия с более чем одним расстоянием между точками, нашедшая позднее применения при исследовании некоторых физических структур.
П. К. Рашевский является автором нескольких монографий, учебников и учебных курсов по различным разделам геометрии. В течение многих лет на механико-математическом факультете МГУ под его руководством работал научный семинар по векторному и тензорному анализу с их приложениями к геометрии, механике и физике. В настоящее время семинар носит его имя.
Ряд учеников П. К. Рашевского стали выдающимися учёными: Н. Н. Яненко — академик АН СССР, директор Института теоретической и прикладной механики СО РАН в 1976—1984 гг., А. Т. Фоменко — академик РАН.

## Публикации
- Рашевский П. К. Геометрическая теория уравнений с частными производными. — М.—Л.: Гостехиздат, 1947. — 354 с.
- Рашевский П. К. Риманова геометрия и тензорный анализ. — М.—Л.: Гостехиздат, 1953. — 635 с.
- Рашевский П. К. Курс дифференциальной геометрии. 4-е изд. — М.: Гостехиздат, 1956. — 420 с.
- Рашевский П. К. Теория спиноров. Изд. 2-е. — М.: КомКнига, 2006. — 112с с.